# Luis Maira
Luis Osvaldo Maira Aguirre (Santiago, 9 de agosto de 1940) es un abogado, académico, diplomático y político chileno, exmiembro del Partido Demócrata Cristiano (PDC), y después militante absoluto del Partido Socialista (PS), del cual fue su vicepresidente (1990), y luego secretario general (1992). Se desempeñó como diputado de la República en representación de la 7ª Agrupación Departamental, Santiago durante tres periodos consecutivos, desde 1965 hasta 1973. Posteriormente, fue ministro de Estado en la cartera de Planificación y Cooperación durante el gobierno del presidente Eduardo Frei Ruiz-Tagle, entre 1994 y 1996.
Diplomáticamente sirvió como embajador de su país en México entre 1997 y 2003 (en el mismo gobierno), y en Argentina entre 2004 y 2010, bajo la administración de Ricardo Lagos y el primer gobierno de la presidenta Michelle Bachelet.

## Biografía

### Familia y estudios
Nació en Santiago el 9 de agosto de 1940, el primero de tres hijos del matrimonio compuesto por el constructor civil Luis Maira Orrego, quién fuera funcionario de la Empresa de los Ferrocarriles del Estado (EFE), y de María Aguirre Aguirre, dueña de casa. Su padre estudiaría la carrera de arquitectura en la Facultad de ese ramo de la Pontificia Universidad Católica (PUC), la cual no concluiría, otorgándole ésta, el título de constructor civil. Allí además, fue compañero del futuro diputado Tomás Reyes Vicuña y a inicios de la década de 1950 se unió a la Falange Nacional (FN), militando a su vez con su esposa, María.
Estuvo casado con Gabriela Peña Díaz y en segundas nupcias con la escritora chilena Marcela Serrano Pérez, con quien tuvo dos hijas.
Realizó sus estudios primarios en la Escuela Fiscal Primaria N° 220 y los secundarios en el Internado Nacional Barros Arana (INBA). Finalizada su etapa escolar ingresó a estudiar leyes en la Escuela de Derecho de la Universidad de Chile, titulándose con una tesis denominada El camino de la nacionalización del cobre: las negociaciones entre el estado chileno y la Compañía Anaconda.

### Carrera laboral
En paralelo a sus estudios trabajó como profesor ayudante de las cátedras de Derecho Romano, Historia del Derecho, Historia Constitucional de Chile, Economía Política y Política Económica, en su misma casa de estudios.
En 1965 viajó a Inglaterra para participar en una «mesa redonda» sobre el desarrollo de la sociedad industrial realizado en Oxford y a Estados Unidos a un seminario sobre desarrollo económico y social efectuado en la Universidad de Harvard en 1966.
En 1974, se fue al exilio y vivió en México durante diez años, donde se especializó en relaciones internacionales.
Durante sus años de exilio, fue profesor en los cursos de posgrado de la carrera de relaciones internacionales de la Universidad Nacional Autónoma de México (UNAM), en el Instituto de Estudios Internacionales de la Pontificia Universidad Católica de Río de Janeiro (Brasil), en la sede de la Flacso en Buenos Aires, Argentina y en la Pontificia Universidad Católica (PUC).
Entre 1975 y 1984 organizó y se desempeñó como primer director del Instituto de Estudios sobre Estados Unidos en el Centro de Investigación y Docencia Económicas (CIDE) en Ciudad de México y también como secretario ejecutivo de la Unidad de Investigaciones Latinoamericanas (ULA) los años 1978 a 1982. Entre 1984 y 1987 fue director del Área Académica del Programa de Estudios Conjuntos sobre Relaciones Internacionales de América Latina (RIAL) donde también estuvo a cargo de la colección de Anuarios de Estudios Internacionales.
Entre 1990 y 1993 fue presidente del Centro para el Análisis y Transformación de la Sociedad Chilena (CENAT) y dirigió el Proyecto sobre el Impacto Latinoamericano del Acuerdo de Libre Comercio entre Estados Unidos, Canadá y México en el Instituto Latinoamericano de Estudios Transnacionales (ILET), sede Santiago.
En 2003 se desempeñó como catedrático investigador asociado del CIDE de México y como coordinador de la cooperación internacional de los programas sociales y de pobreza del Estado de Chiapas.

## Trayectoria política

### Inicios; dirigente estudiantil
Inició sus actividades políticas en la época universitaria al incorporarse al Partido Demócrata Cristiano (PDC) en 1959. En 1963 fue vicepresidente nacional de la Juventud Demócrata Cristiana (JDC), consejero nacional y presidente nacional. Integró la Comisión Política, el Comité Político Técnico y fue delegado al Congreso Mundial de la Democracia Cristiana efectuado en Lima, Perú.
En 1962 fue presidente del Centro de Alumnos de Derecho de su casa universitaria y entre 1963 y 1964, presidente de la Federación de Estudiantes de la Universidad de Chile (FECh), como miembro de la Democracia Cristiana Universitaria (DCU), en la larga época de liderazgo democratacristiano en dicha entidad estudiantil (1957-1969). En ese mismo periodo fue delegado estudiantil ante el Consejo Superior de la misma universidad.
Como dirigente estudiantil asistió a diversos seminarios internacionales como el Seminario de Acción Social Universitario de 1962 y el Congreso Mundial de Reforma Universitaria de 1964.

### Diputado, disidencia en la DC y jefe de campaña de Tomic
En las elecciones parlamentarias de 1965 fue electo diputado por la Séptima Agrupación Departamental de Santiago, Primer Distrito, por el período legislativo 1965-1969. Formó parte de la Comisión Permanente de Hacienda; la de Educación Pública; la de Constitución, Legislación y Justicia; la de Agricultura y Colonización; la de Trabajo y Seguridad Social y la de Vivienda y Urbanismo. También integró la Comisión Especial Investigadora del Problema Universitario en 1969 y 1970 y la Comisión Especial Investigadora de las Actividades de la Sociedad Ganadera Tierra del Fuego en 1969. Fue distinguido por el «Círculo de Periodistas Políticos de Chile» como el Mejor Diputado en 1968 y como el Parlamentario Mejor Documentado del Congreso Nacional en 1969.
En 1966 constituyó una corriente interna dentro del PDC denominada Tercerista junto a Pedro Felipe Ramírez, Bosco Parra, Jacques Chonchol y otros dirigentes que comenzaron a orientarse hacia el socialismo. Esta corriente levantó la tesis del llamado "Socialismo comunitario" inspirada en algunos pensadores cristianos como Manuel Mugne y Eric Fromm quien sostenía, entre otras ideas, que la democracia y el socialismo eran complementarios.
En las parlamentarias de 1969 fue reelecto diputado por la misma división electoral, por el periodo 1969-1973. Continuó en la Comisión Permanente de Hacienda y en la de Constitución, Legislación y Justicia. Además, integró la Comisión Permanente de Integración Latinoamericana y fue miembro de la Comisión Especial Encargada de Informar Acerca de las Organizaciones Chile Joven y Acción Mujeres de Chile así como también de la Comisión Especial Encargada de la Encuesta Política Realizada en Santiago en 1970.
Entre las mociones presentadas que llegaron a ser ley de la República está la Ley N°17.387 de 4 de noviembre de 1970 sobre modificación de beneficios a montepiados de la Caja de Retiro y Previsión Social de los Ferrocarriles del Estado y la Ley N°17.424 de 13 de abril de 1971 relativa a la Modificación del Código del Trabajo correspondiente a multas por incumplimiento de actas de avenimiento, contratos colectivos o fallos arbitrales.
En ese mismo periodo, también fue secretario ejecutivo de la campaña presidencial de su compañero de partido Radomiro Tomic, en 1970.

### Unidad Popular y exilio
El 30 de julio de 1971 fue uno de los seis diputados adscritos a la corriente interna Tercerista (más a la izquierda) que optó por retirarse de la Democracia Cristiana, fundando la llamada Izquierda Cristiana (IC), dirigida por Maira y Jacques Chonchol. La IC apoyó al gobierno del presidente socialista Salvador Allende, integrándose a la Unidad Popular (UP).
En este periodo fue coordinador político del bloque de diputados de la coalición oficialista por encargo del propio Allende.
Fue reelecto en su escaño parlamentario en representación de la misma zona en marzo de 1973, para el período legislativo que debía finalizar en 1977, y que fue interrumpido el 11 de septiembre del primer año por el golpe de Estado liderado por Augusto Pinochet. Integró la Comisión Permanente de Constitución, Legislación y Justicia.
Tras ello fue uno de los 13 nombrados en el bando N.º 2, como persona más buscada de la UP, y exiliado en México (1973 a 1984) gracias a la gestión del Cardenal Raúl Silva Henríquez y del embajador Gonzalo Martínez Corbalá de ese país en Santiago.

### Gobiernos de la Concertación
En 1988 regresó a Chile, siendo el 2 de febrero de ese año, uno de los 17 firmantes del acta de Constitución de la Concertación de Partidos Por la Democracia (coalición política que gobernaría el país entre 1990 y 2010) y luego uno de los cinco miembros del Comité Directivo del Comando Nacional por el No en el plebiscito de 1988.
En su calidad de presidente del PAIS, creado en 1988, participó en las primeras elecciones generales para el retorno a la democracia, el 11 de diciembre de 1989 como candidato a senador por la 12° Circunscripción, Región del Bio Bio Costa, obteniendo la segunda mayoría individual con 124.884 votos y el 24,32%. Pero se había presentado en una lista diferente de Arturo Frei Bolívar (DC); la votación combinada de los dos candidatos hubiera doblado al pacto de derecha, siendo finalmente electo Eugenio Cantuarias (UDI).
Ocupó el cargo de secretario general del Partido Socialista (PS) entre 1992 y 1994, dos años después de que el «Congreso de Unidad Salvador Allende» del 25 de noviembre de 1990, en Valparaíso, decidiera la fusión del PAIS con el primero, del que previamente ejerció como vicepresidente. Más adelante, en junio de 2003 asumió como secretario de relaciones internacionales del PS.
El 11 de marzo de 1994 fue nombrado ministro en la cartera de Planificación y Cooperación (MIDEPLAN) cargo que desempeñó hasta el 17 de octubre de 1996, bajo la presidencia de Eduardo Frei Ruiz-Tagle. Durante su gestión le correspondió la elaboración y puesta en marcha del «Programa Nacional para la Superación de la Pobreza», la preparación y aprobación de estrategias de desarrollo regional en las 13 regiones en que el país estaba dividido en ese entonces y la consolidación de los programas de cooperación internacional horizontal del Estado chileno.
Entre junio de 1997 y abril de 2003 fue embajador de Chile en México, continuando bajo las presidencia de Frei Ruiz-Tagle, y luego la del entrante Ricardo Lagos. Asumió la embajada de su país en Argentina en julio de 2004. La dejó en marzo de 2010, ya con Michelle Bachelet finalizando su mandato como presidenta. Como embajador en Argentina fue distinguido como "Personalidad Destacada de la Provincia de San Juan", reconocimiento otorgado por su eficaz e intensa labor a favor de la integración binacional Chileno-Argentina y en especial de la provincia de San Juan con la Región de Coquimbo en el país.

### Actividades posteriores

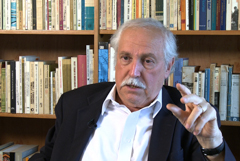
Luis Maira durante una entrevista a la Biblioteca del Congreso Nacional de Chile en enero de 2014.

En mayo de 2014, en el marco del segundo gobierno de la presidenta Bachelet, ésta lo designó representante de Chile en su rol de acompañante en la Mesa de Diálogo por la Paz entre el Gobierno de Colombia y las Fuerzas Armadas Revolucionarias de Colombia (FARC), resoluciones que finalizaron en 2016.
Desde 2015 es secretario ejecutivo del Consejo de Relaciones Internacionales de América Latina y el Caribe (RIAL).

## Obras
Ha escrito sobre temas de política internacional y realidad chilena siendo autor, coautor y/o compilador de artículos escritos en diferentes títulos de revistas especializadas. Entre algunas de ellas se encuentran:
- América Latina y la crisis de hegemonía norteamericana, Editorial DESCO, Lima (1982)
- La política de la Administración Reagan y la crisis Centroamericana, Editorial Universidad Centroamericana EDUCA, San José, Costa Rica (1982)
- Los Estados Unidos, Una visión latinoamericana, Fondo de Cultura Económica, México (1984).
- Chile: Autoritarismo, Democracia y Movimiento Popular, Ediciones del Centro de Investigación y Docencia Económicas, México (1984).
- ¿Una nueva era de hegemonía norteamericana?, Grupo Editor Latinoamericano, Buenos Aires (1985)
- Las Dictaduras en América Latina, Ediciones CESOC, Santiago (1986)
- La Constitución de 1980 y la ruptura democrática, Editorial EMISION, Santiago (1988)
- Perspectivas de la izquierda latinoamericana, seis diálogos, Luis Maira/Guido Vicario, Fondo de Cultura Económica, Santiago (1991)
- Superando la Pobreza, Construyendo la Equidad, Ediciones Mideplan, Santiago (1995)
- Chile; la transición interminable, Editorial Grijalbo, México (1999)
- Chile-México, dos transiciones frente a frente (con Carlos Elizondo Mayer-Serra), Editorial Grijalbo, México (2000)

## Historial electoral

### Elecciones parlamentarias de 1969
- Elecciones parlamentarias de 1969, candidato a diputado por la 7ª Agrupación Departamental, Santiago.[16]

(Se consideran sólo diez primeras mayorías, sobre 18 diputados electos)

### Elecciones parlamentarias de 1973
- Elecciones parlamentarias de 1973, candidato a diputado por la 7ª Agrupación Departamental, Santiago.[17]

### Elecciones parlamentarias de 1989
- Elecciones parlamentarias de 1989, candidato a senador por la Circunscripción 12, VIII Región Costa[18]

## Nota
1. ↑  Mandato 1973-1977 interrumpido por la disolución del Congreso Nacional el 21 de septiembre de 1973 (Decreto Ley N.° 27 de 1973).